# فانوا ليفو

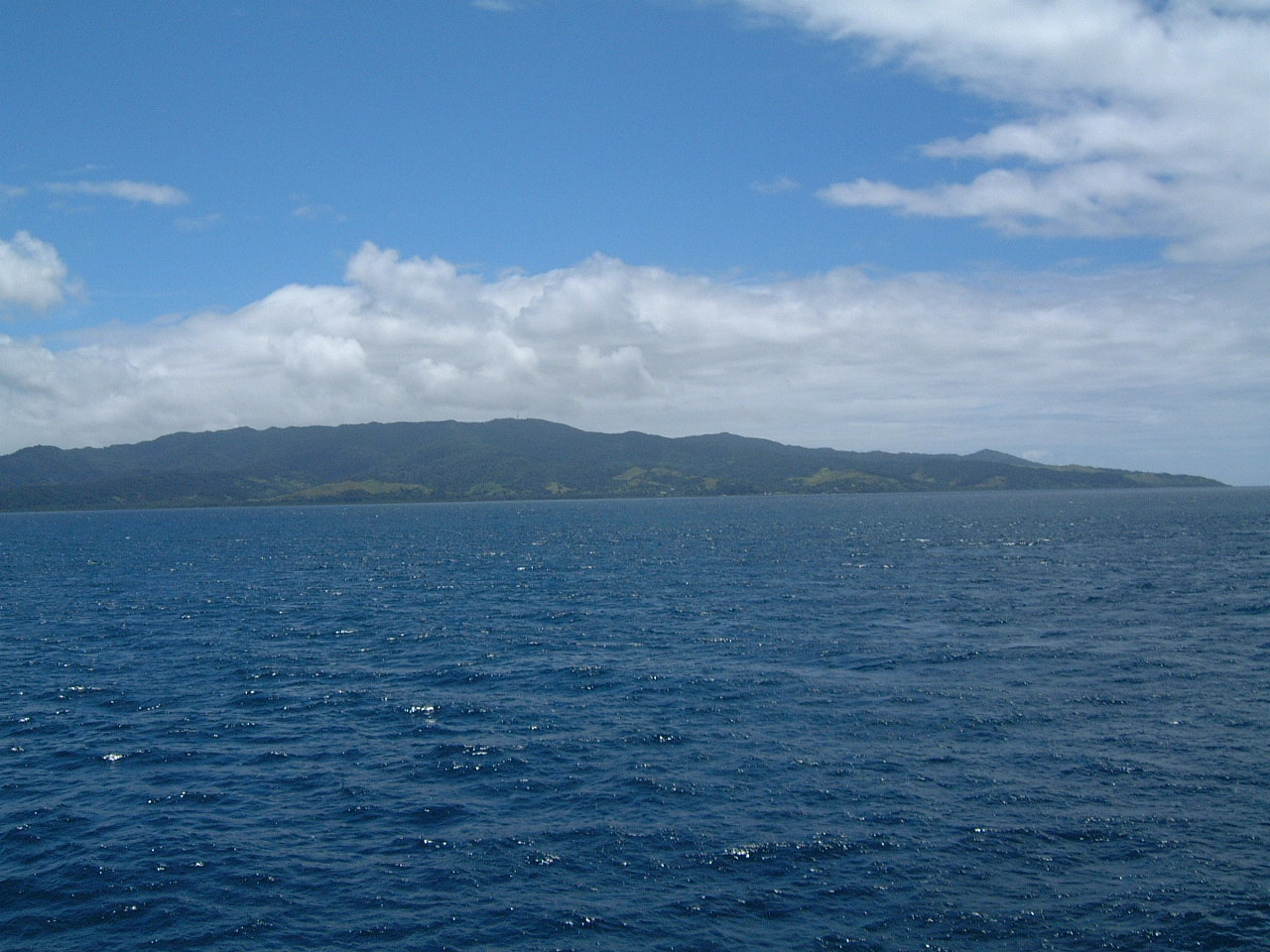
جزيرة فانوا ليفو

تعرف كذلك بجزيرة شجر الصندل،وهي الجزيرة الثانية من حيث المساحة في جمهورية فيجي بعد جزيرة فيتي ليفو.

## الجغرافيا
تقع إلى الشمال من أكبر جزيرة في جمهورية فيجي فيتي ليفو على مسافة تقدر ب 64 كم، تقدر مساحة فانواليفو ب 5,587 كم2 وبعدد سكان يقدر ب 130,000 نسمة.

## السكان والنشاط الاقتصادي
تعتبر مدينة لاباسا أكبر مدينة في فانوا ليفو من حيث السكان حيث يقدر سكانها حوالي 28,000 نسمة.

## السياسة
توجد فيها 3 محافظات هي : بووا في الغرب، ماكواتا في الشمال الشرقي، كاكاودروف في الجنوب الشرقي وهذه المحافظات تكون القسم الشمالي لفيجي.

## التاريخ
أول مستكشف أوروبي استكشفها هو المستكشف الهولندي أبل تاسمان عام 1643م، ثم بعد ذلك زارها المستكشف ويليام بليغ عام 1789م في طريقه إلى تيمور حيث قامت مجموعة من طاقمه بالتمرد عليه ونفيه مع بعض الرجال الذين بقوا مخلصين له إلى هذه الجزيرة أين قام باستكشاف تفاصيلها عام 1797م.
مع بداية عام 1805 بدأ التجار يستكشفونها بحثا عن شجر الصندل الغالي الثمن.

## المصدر
- http://en.wikivoyage.org/wiki/Vanua_Levu